# لوریمر جانزتون
لوریمِر جانزتون (انگلیسی: Lorimer Johnston) یک هنرپیشه و کارگردان اهل ایالات متحده آمریکا بود.
از فیلم‌های او می‌توان به تارزان نیرومند و جیرجیرک روی اجاق اشاره نمود.